# Frontière entre l'Afrique du Sud et le Mozambique
La frontière terrestre entre l'Afrique du Sud et le Mozambique est une frontière terrestre internationale discontinue longue de 491 kilomètres qui distingue le territoire de l'Afrique du Sud et celui du Mozambique en Afrique australe.

## Tracé

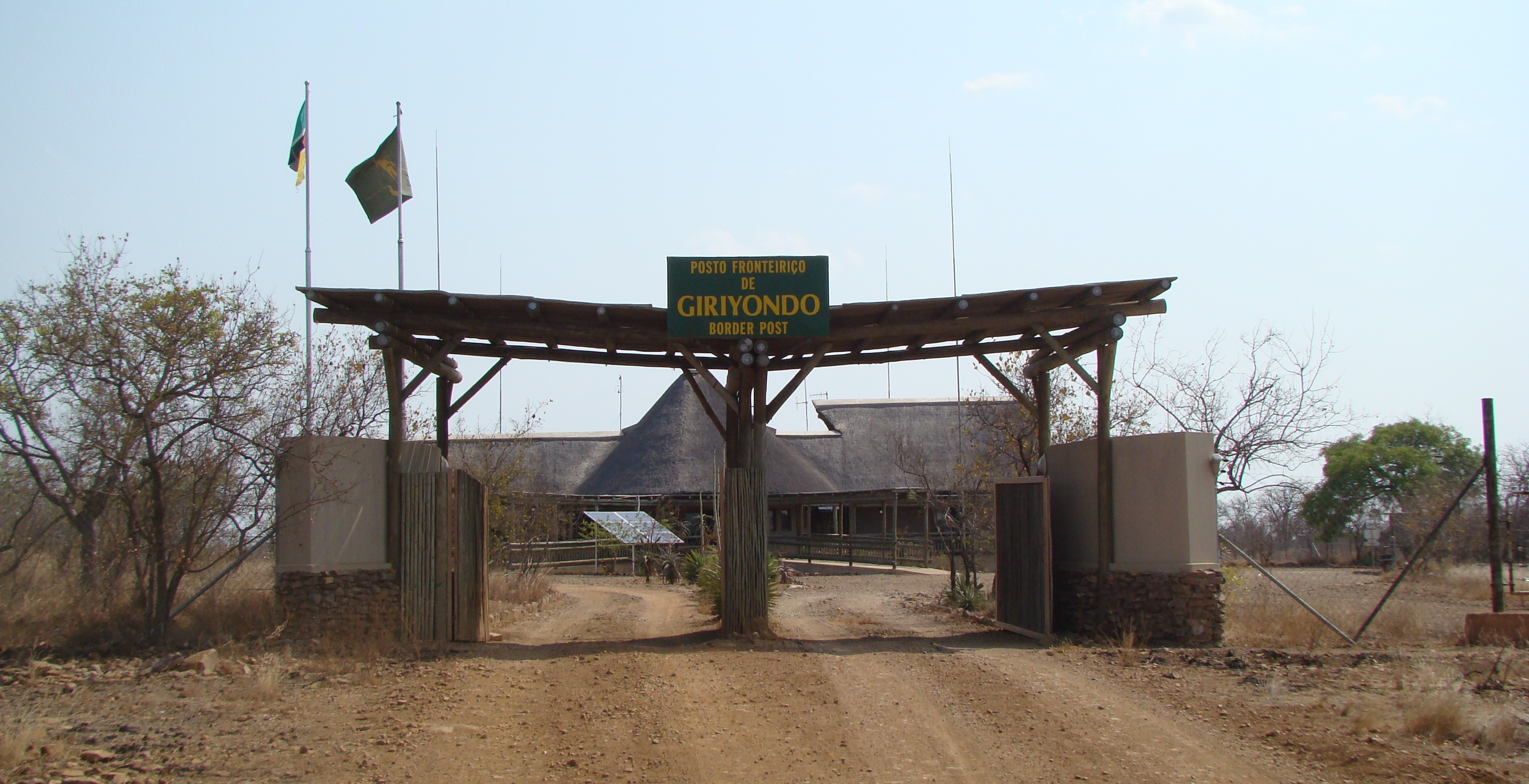
Passage de la frontière Giriyondo

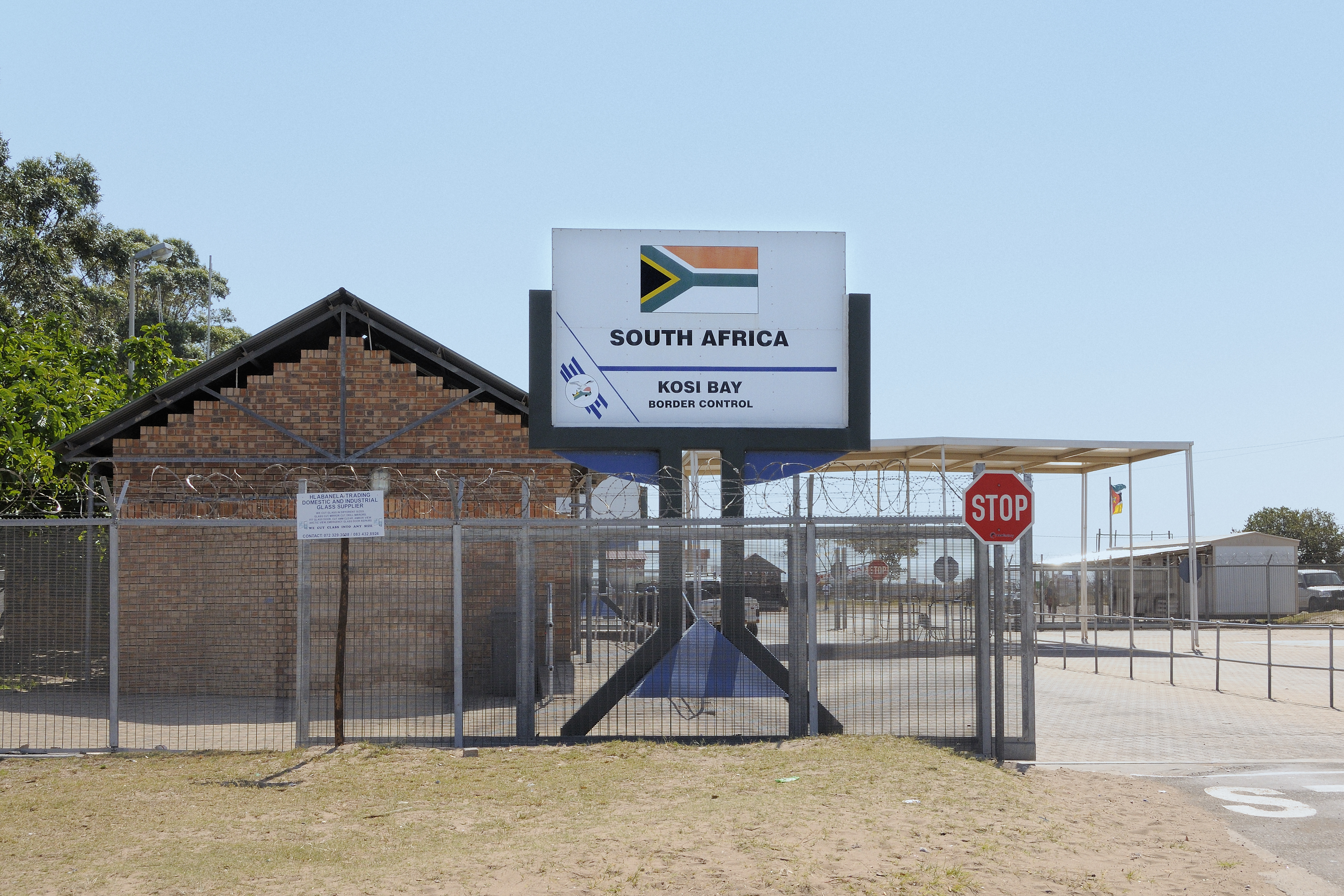
Passage de la frontière Kosi Bay

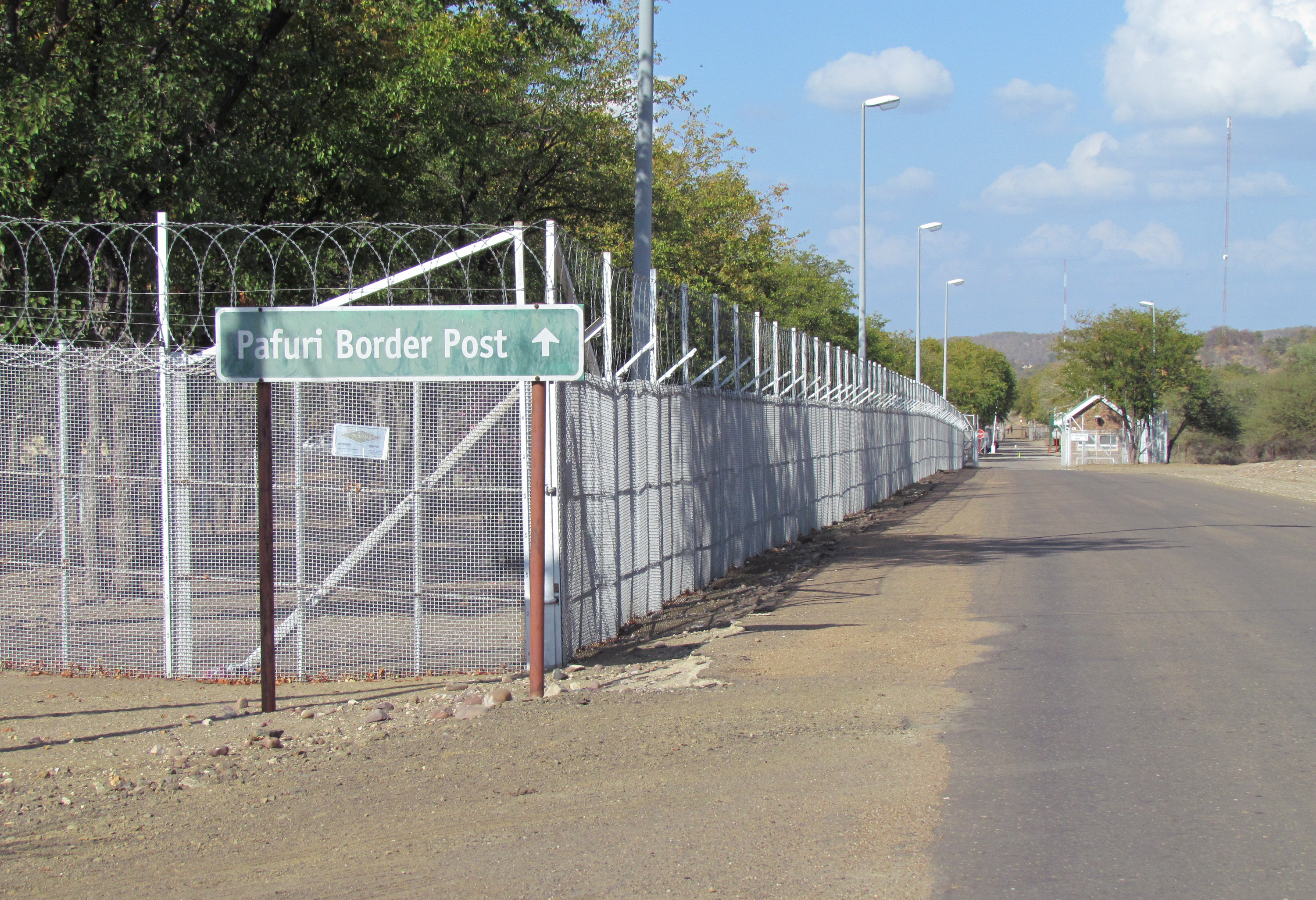
Le passage frontalier de Pafuri entre les parcs nationaux Kruger et Limpopo (en direction du Mozambique)

Le tracé de la frontière est constitué de deux segments séparés entre eux par la Frontière entre l'Eswatini et le Mozambique, l'Eswatini étant enclavé entre ses deux voisins :
- Au nord, la plus longue partie de la frontière débute au niveau du tripoint qu'elle forme avec celles qui courent entre l'Afrique du Sud et le Zimbabwe et entre le Zimbabwe et le Mozambique (approximativement 22° 25′ 26,5″ S, 31° 18′ 27,4″ E) situé au niveau du point de confluence avec la rivière Luvuvhu. Elle suit ensuite un parcours relativement rectiligne avant d'atteindre un autre tripoint plus au sud, celui où convergent les frontières entre l'Afrique du Sud et l'Eswatini et entre l'Eswatini et le Mozambique (approximativement 25° 57′ 11″ S, 31° 58′ 32,5″ E).

- Au sud, la plus petite partie de la frontière démarre d'un second tripoint formé par les frontières séparant l'un de l'autre l'Afrique du Sud, le Mozambique et l'Eswatini (approximativement 26° 50′ 22″ S, 32° 08′ 04,6″ E), situé sur le fleuve Maputo, puis suit le cours de ce dernier sur une vingtaine de kilomètres, puis s'en écarte pour poursuive vers l'est en direction de l'océan Indien qu'elle atteint au sud de la localité de Ponta do Ouro (approximativement 26° 51′ 28,1″ S, 32° 53′ 27,2″ E).

## Histoire
Une première délimitation de la frontière entre les deux pays remonte à un traité signé le 29 juillet 1869 le Portugal et la République sud-africaine concernant la partie nord de la frontière. Un nouveau traité remplaça ensuite cet accord en 1875, mais celui-ci ne mentionnait pas la délimitation des frontières, considérées comme fixes. Le Royaume-Uni, assurant les relations extérieures du Transvaal, confirma le traité de 1875 par un échange de ratifications à Lisbonne le 7 octobre 1882. Un différend entre le Portugal et le Royaume-Uni concernant des revendications territoriales dans la baie de Delagoa au sud de Maputo ( à l'époque Lourenço Marques) fut soumis à un arbitrage du président français Patrice de Mac-Mahon. Ce dernier accepta la plupart des revendications portugaises, accordant au Portugal la baie elle-même ainsi que la zone adjacente au sud.
En 1888, une commission conjointe des frontières composée de représentants du Royaume-Uni, du Portugal, du Swaziland et de la République d'Afrique du Sud convint que la limite sud de la frontière entre le Mozambique et le Swaziland serait le Grand Usutu, qui continuait vers le nord le long des monts Lebombo.
En 1895, le Royaume-Uni élargit son emprise territoriale, aux dépens des Zoulous. La limite atteinte par les Britanniques à ce moment constitue depuis la base de l'actuelle frontière fluviale entre le Mozambique et l'Afrique du Sud, laquelle court le long du Grand Usutu et de la frontière actuelle entre l'eSwatini et l'Afrique du Sud.
Le royaume zoulou fut annexé au Natal le 1er décembre 1897. Un échange de notes diplomatiques anglo-portugais daté du 6 octobre 1927 permit d'approuver une démarcation conjointe du secteur frontalier entre le Groot-Shingwidzirivier et le Limpopo et d'établir une triple frontière précise avec l'eSwatini, au nord, à la balise de Mpundweni. La triple frontière avec la Rhodésie du Sud fut déterminée sur un point du Limpopo par un échange de notes entre la Grande-Bretagne et le Portugal daté du 29 octobre 1940.

## Barrière anti-immigration
En 1975, l'Afrique du Sud se protège de l'immigration venant de son voisin en construisant un mur de 120 km de long dans le Parc national Kruger.